# نماز خوف

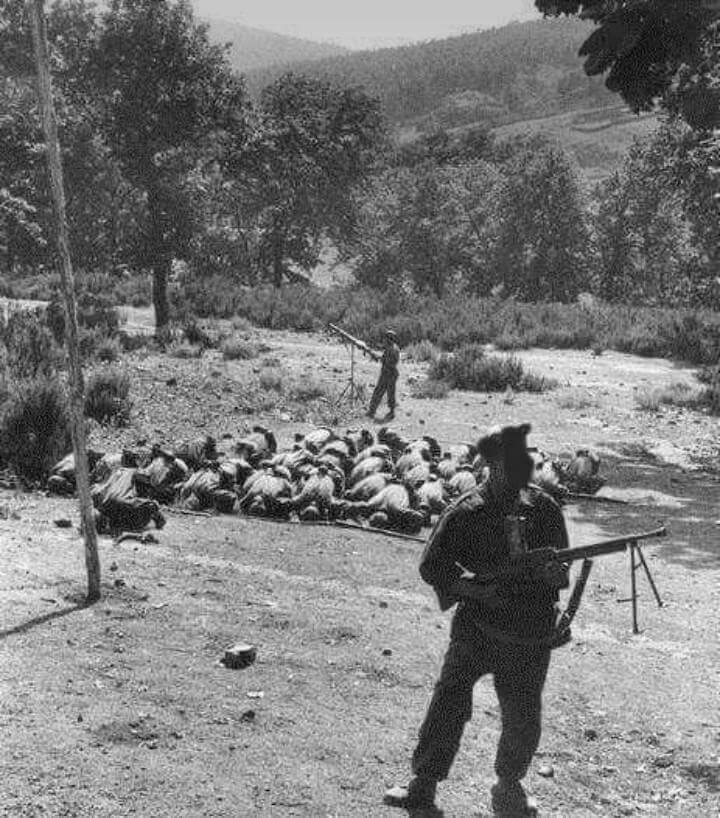
گروهی از رزمندگان الجزایر در حال اقامه نماز خوف در طول جنگ علیه استعمار فرانسه

نماز خوف نمازی است که در شرایط ویژه از جمله ترس از دشمن و جنگ به جای انجام نمازهای یومیه تشریع شده‌است. این نماز اگر به جماعت خوانده شود، شکسته است و اگر فرادی خوانده شود، خواندن آن به صورت شکسته محل اختلاف است که در این باره غالب فقهای شیعه به شکستن نماز فتوا داده‌اند.

## شرایط
شرایط برای مسلمانان: بیم آن باشد که اگر تمام لشگریان با هم برای خواندن نماز بایستند، دشمن به آنان حمله کند. تعداد نفرات خودی به حدّی باشد که اگر دو فرقه شوند، یکی از آن دو فرقه یارای مقاومت با دشمن را داشته باشند.
1. احتیاج به بیشتر از دو دسته کردن نمازگزاران نباشد.

## چگونگی برپایی
لشکریان به دو دسته تقسیم می‌شوند: یک گروه در مقابل دشمن قرار می‌گیرند و دسته دوّم برای اقتدا کردن به نماز می‌ایستند و یک رکعت را با امام جماعت می‌خوانند. پس از برخاستن برای رکعت دوم، امام جماعت این رکعت را به میزانی طولانی می‌کند که نمازگزاران برای رکعت دوم نیت !!! س از سجده، امام برای تشهد می‌نشیند و نمازگزاران جهت انجام دادن رکعت دوم برخاسته، رکعت دو را تمام می‌کنند و پس از تشهد به امام که تشهد را برای رسیدن دسته دوم طولانی کرده، می‌پیوندند و با امام جماعت نماز را به اتمام می‌رسانند. در نماز سه رکعتی امام مخیر است که با گروه اول یک رکعت و با گروه دوم دو رکعت نماز را به جماعت بخواند یا بالعکس.